# Agatòstenes
Agatòstenes (Agathosthenes, Ἀγαθοσθένης) fou un historiador i filòsof grec d'època incerta, esmentat per Joan Tzetzes. La seva obra es diu Asiàtica Carmina; també va escriure una història de Naxos que no es conserva.